# Gagudjuia
Gagudjuia is een geslacht van halfvleugeligen (Hemiptera) uit de familie witte vliegen (Aleyrodidae), onderfamilie Aleyrodinae.
De wetenschappelijke naam van dit geslacht is voor het eerst geldig gepubliceerd door Martin in 1999. De typesoort is Gagudjuia allosyncarpiae.

## Soort
Gagudjuia omvat de volgende soort:
- Gagudjuia allosyncarpiae Martin, 1999